# باشگاه فوتبال رویال شارلوا
باشگاه ورزشی رویال شارلوا (به فرانسوی: Royal Charleroi Sporting Club) یک باشگاه فوتبال بلژیکی است که در شهر شارلروآ قرار دارد. مالک قبلی این باشگاه فردی ایرانی به نام مهدی بیات بود. که اکنون به ریاست فدراسیون فوتبال این کشور منصوب شده است.
بازیکنان ایرانی این باشگاه: 
۱-حسین صدقیانی
۲-مهرداد میناوند
۳-محمدرضا مهدوی 
۴-داریوش یزدانی
۵-علیرضا امامی فر
۶-یونس دلفی
۷-امیرحسین حسین زاده
۸-علی قلی زاده
۹-کاوه رضایی
۱۰-امید نورافکن